# An diesem Dienstag
An diesem Dienstag ist eine Kurzgeschichte des deutschen Schriftstellers Wolfgang Borchert. Wie andere Kurzgeschichten Borcherts gilt sie als Klassiker der Nachkriegsliteratur und wird häufig im Deutschunterricht behandelt. Ihr Titel verlieh Borcherts zweitem Erzählband seinen Namen, der im November 1947 erschien, kurz nach dem Tod des Autors.

## Inhalt
Die Kurzgeschichte beginnt mit den Zeilen:
„Die Woche hat einen Dienstag.“

„Das Jahr ein halbes Hundert.“

„Der Krieg hat viele Dienstage.“
Es folgen neun Passagen unterschiedlicher Länge. Sie handeln allesamt am gleichen Tag, einem Dienstag während des Zweiten Weltkriegs, abwechselnd in der Heimat und an der Ostfront.
Die geraden Episoden berichten von Hauptmann Hesse, dem Führer der Zweiten Kompanie. Der Bataillonskommandeur ernennt Leutnant Ehlers zum Nachfolger des erkrankten Hesse. Zufrieden zündet sich Ehlers eine Zigarette an, woraufhin ihn ein Scharfschütze erschießt. Hauptmann Hesse wird derweil mit Verdacht auf Fleckfieber und bereits besinnungslos ins Seuchenlazarett Smolensk eingeliefert. Der Oberfeldarzt und der Chefarzt unterhalten sich über die hohe Sterblichkeitsrate im Lazarett. Schließlich wird der tote Hesse auf einer Bahre ins Freie getragen und zu den anderen Leichen geworfen.
Die Episoden 3, 5 und 7 zeigen Hesses Umfeld in der Heimat. Herr Hansen weist seine Sekretärin Fräulein Severin an, Hesse Wilhelm Busch als humorvolle Lektüre an die Front zu schicken. Die stolze Frau Hesse erhält einen verspäteten Brief ihres Mannes, dass er zum Hauptmann und Kompanieführer befördert wurde. Nur die Nachbarin macht sich Sorgen wegen der Kälte in Russland. Frau Hesse geht am Abend aus und sieht sich die Zauberflöte an.
Die erste und letzte Episode handeln vom Mädchen Ulla. Ihre Lehrerin an der Mädchenschule diktiert den Satz „Im Kriege sind alle Väter Soldat.“ Als Ulla einen Rechtschreibfehler macht, korrigiert die Lehrerin, Krieg schreibe man mit „G wie Grube“. Am Abend schreibt Ulla als Strafarbeit zehnmal den Satz „Im Krieg sind alle Väter Soldat.“ Und sie beendet das Wort „Krieg“ mit „G wie Grube“.

## Analyse und Interpretation

### Aufbau
Die einleitenden drei Zeilen der Kurzgeschichte übernehmen die Aufgabe einer Exposition, die den Titel erläutert und den Hintergrund des Krieges benennt. Anschließend folgen neun Miniaturszenen, die abwechselnd in der deutschen Heimat und an der russischen Front spielen. Sie werden anaphorisch durch die Zeitangabe „An diesem Dienstag“ eingeleitet und formen die Chronologie eines Tages, wobei die letzten drei Szenen simultan stattfinden. Die erste und die letzte Szene bilden einen Rahmen um die Geschichte. Obwohl es nicht explizit ausgesprochen wird, legt die Konstruktion nahe, dass es sich bei Ulla um die Tochter der Hesses handelt.
Die Zusammengehörigkeit der Szenen ergibt sich über ihren gemeinsamen Bezug auf die Figur des sterbenden Hauptmann Hesse. Daneben sind die Szenen durch korrespondierende Motive (zum Beispiel die verschiedenen Bücher) und Symbole (etwa die Farbe Rot) ineinander verschränkt. Das durchgehende Gestaltungselement ist der scharfe Kontrast von brutaler Kriegswirklichkeit und banalen Alltagsleben. Es gibt keinen auktorialen Erzähler. Die Szenen kommentieren einander durch ihren inhaltlichen Bezug und die Konfrontation des Dargestellten. Dabei entlarvt sich insbesondere in der Schlussszene die Absurdität des Geschehens. Ullas Hausarbeit „Krieg mit G. G wie Grube.“ bildet nicht nur den letzten Satz, sondern auch das Resümee und die Quintessenz der Geschichte.
An diesem Dienstag wurde von Walter Höllerer aufgrund der verwendeten Montagetechnik als „Überblendungsgeschichte“ bezeichnet, angelehnt an die Technik der Überblendung beim Film, wobei die Szenen tatsächlich eher hart gegeneinander geschnitten sind. Andere Stimmen sprachen von einer „Simultaneitätsgeschichte“, einem „Puzzle von Momentaufnahmen“ oder einem „Mosaik“, aus dessen Einzelteilen sich am Ende ein Gesamtbild des Kriegs zusammensetzt.

### Stil und Sprache
Laut Werner Bellmann steht An diesem Dienstag in der Tradition amerikanischer Short Stories, die Borchert seit dem Ende des Zweiten Weltkriegs kennengelernt hatte. Die Geschichte, wie die anderen im zweiten Erzählband Borcherts veröffentlichten Texte, zeige einen Stilwechsel gegenüber seiner früheren Prosa, die stärker von Lyrismen, Pathos und Sentimentalität gekennzeichnet war. In den späten Kurzgeschichten herrschen Lakonie, Alltagssprache, Andeutungen, Ellipsen und Understatement vor, was insbesondere auf den Einfluss Ernest Hemingways verweise. Borchert selbst beschrieb den Stil seiner späten Prosa als „das Knappe, Angedeutete, Telegramm-Filmische“.

### Beispielhaftigkeit und Kritik
Borchert stellt in seiner Kurzgeschichte das Kriegsgeschehen des Zweiten Weltkriegs als Ganzes am Beispiel von ausgewählten Einzelszenen dar, die um das Leben einer bestimmten Figur, Hauptmann Hesses, kreisen. Durch die verschiedenen Blickwinkel auf sein Umfeld wird Hesses Einzelschicksal aus der Singularität herausgelöst und steht exemplarisch für das Kriegsgeschehen. Die drei einleitenden Sätze unterstreichen den beispielhaften Charakter der Episoden. Typisch für das Werk Borcherts, auch für das Drama Draußen vor der Tür, ist allerdings die verengte Perspektive auf die Geschehnisse in Borcherts deutscher Heimat, in der etwa die Auswirkungen des deutschen Angriffskrieges auf die sowjetische Bevölkerung ausgeblendet bleibt. Der Titel der Kurzgeschichte An diesem Dienstag kann symbolisch aufgefasst werden. So verweist Werner Bellmann darauf, dass sich der Wochentag Dienstag vom lateinischen martis dies ableitet, dem Tag des Kriegsgottes Mars.
Eine besondere Rolle spielen die beiden Rahmenszenen um Ulla. Hier kritisiert Borchert, wie später auch Heinrich Böll in Wanderer, kommst du nach Spa…, die Schule dafür, ihre Schüler mit der Ideologie des Nationalsozialismus und Militarismus indoktriniert und dabei die Realität verleugnet zu haben. Die Lehrerin lässt Ulla verniedlichende Sätze über das grausame Kriegsgeschehen niederschreiben und erweist sich als blind für die Wirklichkeit (symbolisiert durch ihre Brille), als pedantisch und taktlos, indem sie Ulla die Eselsbrücke „G wie Grube“ an die Hand gibt, die beim Leser sofort die Assoziation an Grab und Tod weckt, der sich in den folgenden Szenen dann auch einstellt.

## Ausgaben
- Wolfgang Borchert: An diesem Dienstag. In: Wolfgang Borchert: An diesem Dienstag. Neunzehn Geschichten. Rowohlt, Hamburg / Stuttgart 1947, S. 38–41 (Erstausgabe DNB).
- Wolfgang Borchert: An diesem Dienstag. In: Wolfgang Borchert: Das Gesamtwerk. 3. Auflage, rororo 24980 – Rowohlt, Reinbek bei Hamburg 2009, ISBN 978-3-498-00652-5, S. 224–228.
- Wolfgang Borchert: An diesem Dienstag. In: Wolfgang Borchert:  Draußen vor der Tür und andere Werke. Hrsg. von Axel Dunker. Reclam, Stuttgart 2018, ISBN 978-3-15-019466-9, S. 92–96.